# Пакистан на Сурдлимпийских играх
Пакистан участвует в летних Сурдлимпийских играх с Игр 1997 года (не участвовали в Играх 2013 года), в зимних Сурдлимпийских играх — с Игр 2007 года. На настоящее время медалей на летних и зимних Играх пока не завоевали.